# التفسير بالمأثور
التفسير بالمأثور أو التفسير بالمنقول هو تفسير القرآن بالقرآن نفسه، وبالسنة وبالآثار عن الصحابة والتابعين. وقيل في تعريفه: «التفسير الذي يعتمد على صحيح المنقول والآثار الواردة في الآية فيذكرها، ولا يجتهد في بيان معنى من غير دليل، ويتوقف عما لا طائل تحته، ولا فائدة في معرفته ما لم يَرد فيه نقل صحيح».

## المصطلح
هناك من العلماء من انتقد هذا التقسيم في تفسير القرآن إلى تفسير مأثور وتفسير بالرأي، فقالوا: «مصطلح التفسير بالمأثور مصطلح حادث، والمصطلحات يجب أن يدقق فيها أثناء وضعها وأثناء فهمها، وعندما يدخل الخلل في وضع المصطلح أو فهمه يحدث الاضطراب في الفهم وفي التطبيق ولا تنضبط المسائل». فالتفسير بالمأثور قد يكون بالرأي، وينسب إلى من فسره، سواء كان من الصحابة أو من التابعين، أو من بعدهم.
فالمسألة اصطلاحية فحسب، أراد العلماء أن ييسروا التقسيمات على طلاب العلم، لدراسة تاريخ التفسير، وكيف تطور، ولكن حدث هذا الخلط غير المقصود. فأصبح الخطأ شائعاً عند المتأخرين، ينقله بعضهم عن بعض دون تمحيص، وهو أن يقسم التفسير إلى قسمين: تفسير بالمأثور، وتفسير بالرأي.
وقال الطاهر بن عاشور في تفسيره: ((أما الذين جمدوا على القول بأن تفسير القرآن يجب ألا يعدو ما هو مأثور، فهم رموا هذه الكلمة على عواهنها، ولم يضبطوا مرادهم من المأثور عمن يؤثر.
- فإن أرادوا به ما روي عن النبي ﷺ من تفسير بعض آيات إن كان مروياً بسند مقبول من صحيح أو حسن، فإذا التزموا هذا الظن بهم فقد ضيقوا سعة معاني القرآن، وينابيع ما يستنبط من علومه، وناقضوا أنفسهم فيما دونوه من التفاسير، وغلطوا سلفهم فيما تأولوه، إذ لا ملجأ لهم من الاعتراف بأن أئمة المسلمين من الصحابة فمن بعدهم لم يقصروا أنفسهم على أن يرووا ما بلغهم من تفسير النبي وقد سأل عمر بن الخطاب أهل العلم عن معاني آيات كثيرة ولم يشترط عليهم أن يرووا له ما بلغهم في تفسيرها عن النبي.
- وإن أرادوا بالمأثور ما روي عن النبي ﷺ وعن الصحابة خاصة وهو ما يظهر من صنيع السيوطي في تفسيره الدر المنثور في التفسير بالمأثور لم يتسع ذلك المضيق إلا قليلاً، ولم يغن عن أهل التفسير فتيلاً، لأن أكثر الصحابة لا يؤثر عنهم في التفسير إلا شيء قليل سوى ما يروى عن علي بن أبي طالب  على ما فيه من صحيح وضعيف وموضوع.
- وإن أرادوا بالمأثور ما كان مروياً قبل تدوين التفاسير الأُوَل مثل ما يروى عن أصحاب ابن عباس وأصحاب ابن مسعود، فقد أخذوا يفتحون الباب من شَقِّه، ويقربون ما بعد من الشُّقَّة، إذ لا محيص لهم من الاعتراف بأن التابعين قالوا أقوالاً في معاني القرآن لم يسندوها ولا ادعوا أنها محذوفة الأسانيد، وقد اختلفت أقوالهم في معاني آيات كثيرة اختلافاً ينبئ إنباء واضحاً، بأنهم إنما تأولوا تلك الآيات من أفهامهم، كما يعلمه من له علم بأقوالهم، وهي ثابتة في تفسير الطبري ونظرائه.

وقد التزم الطبري في تفسيره أن يقتصر على ما هو مروي عن الصحابة والتابعين، لكنه لا يلبث في كل آية أن يتخطى ذلك إلى اختياره منها، وترجيح بعضها على بعض بشواهد من كلام العرب، وحسبه بذلك تجاوزاً لما حدده من الاقتصار على التفسير بالمأثور، وذلك طريق ليس بنهج، وقد سبقه إليه بقيُّ بن مَخْلَد، ولم نقف على تفسيره، وشاكل الطبري فيه معاصروه، مثل ابن أبي حاتم وابن مردويه والحاكم، فلله درّ الذين لم يحبسوا أنفسهم في تفسير القرآن على ما هو مأثور، مثل الفراء وأبي عبيدة من الأولين، والزجاج والرماني ممن بعدهم، ثم من سلكوا طريقهم، مثل الزمخشري وابن عطية)).
- ويقول أيضًا مساعد سليمان الطيار: (إن المصطلحات العلمية يلزم أن تكون دقيقة في ذاتها ونتائجها وإلا وقع فيها وفي نتائجها الخلل والقصور، ومن هذه المصطلحات التي حدث فيها الخـلل مصطلح (التفسير بالمأثور) وفي هذا المصطلح أمران: أنواعه، وحكمه.

أما أنواعه، فقد حدّها من ذكر هذا المصطلح من المعاصرين بأربعة هـي: (تفـسـيـر القـرآن بالقرآن، وبالسنة، وبأقوال الصحابة، وبأقوال التابعين). وغالباً ما يحكي هؤلاء الخلاف في جعل تفسير التابعي من قبيل المأثور.
وأما حكمه: فبعض من درج على هذا المصطلح ينتهي إلى وجوب الأخذ به.
وأقدم من رأيته نص على كون هذه الأربعة هي التفسير بالمأثور الشيخ محمد بن عبد العظيم الزرقاني حيث ذكر تحت موضوع التفسير بالمأثور ما يلي:
«هو ما جاء في القرآن أو السنة أو كلام الصحابة تبايناً لمراد الله من كتابـه.. ثم قال: وأما ما ينقل عن التابعين ففيه خلاف بيـن العلماء: منهم من اعتبره من المأثور لأنهم تلقوه من الصحابة غالباً ومنهم من قال: إنه من التفسير بالرأي».
ثم جاء بعده الشيخ محمد حسين الذهبي (ت: 1977م) فذكر هذه الأنواع الأربعة تحت مصطلح التفسير المأثور، وقد علل لدخول تفسير التابعي في المأثور بقوله:
(وإنما أدرجنا في التفسير المأثور ما روي عن التابعين وإن كان فيه خلاف: هل هو من قبيل المأثور أو من قبيل الـرأي؟ لأننا وجدنا كتب التفسير المأثور كتفسير ابن جرير وغيره لم تقتصر على ما ذكر مما روي عن النبي وما روي عن الصحابة، بل ضمنت ذلك ما نقل عن التابعين في التفسير).).

### منشأ الخطأ في هذا المصطلح
(إنه فيما يظهر قد وقع نقل بالمعنى عمن سبق أن كتب في هذا الموضوع وبدلاً من أن يؤخذ عنه مصطلحه استبدل به هذا المصطلح الذي لم يتواءم مع هذه الأنواع، ولا مع حكمها كما سيأتي.
والمصدر الذي يظهر أن هذه الأنواع نُقلت منه هو رسالة شيخ الإسلام ابن تيمية المسماة (مقدمة في أصول التفسير).
وقد وردت هذه الأنواع الأربعة تحت موضوع: (أحسن طرق التفسير) فهي عند شيخ الإسلام طرق وليست مأثوراً.
ولو تأملت النقلين السابقين فإنك ستجد أنهما يحكيان الخلاف في كون تفسير التابعي مأثوراً أم لا، وستجد هذا موجوداً في رسالة شيخ الإسلام، ولكن البحث فيه ليس عن كونه مأثوراً أم لا، بل عن كونه حجة أم لا؟.
وبين الأمرين فرق واضحٌ إذ لم يرد عن العلماء هل هو مأثور أم لا؟ لأن هذا المصطلح نشأ متأخراً، بل الوارد هل هو حجة أم لا؟ وإن كان هذا التأصيل صحيحاً، فإن اصطلاح شيخ الإسلام أدق من اصطلاح المعاصرين، وأصح حكماً.
فهذه التقسيمات الأربعة لا إشكال في كونها طرقاً، كما لا إشكال في أنها أحسن طرق التفسير، فمن أراد أن يفسر فعليه الرجوع إلى هذه الطرق.

### نقد مصطلح التفسير المأثور
مصطلح المعاصرين عليه نقد حيث يتوجه النقد إلى أمرين وإليك بيانه:
1. ما يتعلق بصحة دخول هذه الأنواع في مسمى المأثور.
2. ما يتعلق بالنتيجة المترتبة عليه، وهي الحكم.

أما الأول: فإنه يظهر أن هذا المصطلح غير دقيق في إدخال هذه الأنواع الأربعة فيه، فهو لا ينطبق عليها جميعاً، بـل ويـخـــرج مـا هــو منها، فهذا المصطلح غير جامع ولا مانع لسببين:
1. أن المأثور هو ما أثر عمن سلف، ويطلق في الاصطلاح على ما أُثر عن النبي والصحابة ومن بعدهم من التابعين وتابعيهم. فهل ينطبق هذا على تفسير القرآن بالقرآن؟. إن تفسير القرآن بالقرآن لا نقل فيه حتى يكون طريقه الأثر، بل هو داخل ضمن تفسير من فسر به. فإن كان المفسر به النبي محمد فهو من التفسير النبوي، وإن كان المفسر به الصحابي فله حكم تفسير الصحابي. وإن كان المفسر به التابعي فله حكم تفسير التابعي.. وهكذا كل من فسر آية بآية فإن هذا التفسير ينسب إليه.
2. أن المأثور في التفسير يشمل ما أُثر عن تابعي التابعين كذلك ومن دوّن التفسير المأثور فإنه ينقل أقوالهم؛ كالطبري (310) وابن أبي حاتم (ت: 327)، وغيرهما.

بل قد ينقلون أقوال من دونهم في الطبقة، كمالك بن أنس وغيره ولو اطلعت على أوسع كتاب جمع التفسير المأثور، وهــــو (الدر المنثور في التفسير بالمأثور) لرأيت من ذلك شيئاً كثيراً. ولو قُبلت العلة التي ذكرها الشيخ عوض حسين الذهبي في إدخاله تفسير التابعين في المأثور، لصح تنزيلها على المأثور عن تابعي التابعين ومن دونهم. وقد نشأ الخطأ في تصور ونقل الخلاف في تفسير التابعي، وهل يندرج تحت التفسير بالمأثور، أم لا يصح أن يوصف بأنه تفسير مأثور؟. ونزّل كلام العلماء خطأ في حكم تفسير التابعي على قضية كونه تفسيراً مأثوراً أم غير مأثور، ولم يكن حديث العلماء على كونه مأثوراً أم غير مأثور، إذ لم يكن ذلك المصطلح معروفاً ولا شائعاً في وقتهم.
وأما الثاني: وهو ما يتعلق بالحكم فإن بعض من درج على هذا المصطلح نصّ على وجوب اتباعه والأخذ به، وهو مستوحى من كلام آخرين. ومما يلحظ على هذا الحكم أنهم يحكون الخلاف في تفسير التابعي من حيث الاحتجاج، بل قد حكى بعضهم الخلاف في تفسير الصحابي. ثم يحكمون في نهاية الأمر بوجوب اتباعه والأخذ به، فكيف يتفق هذا مع حكاية الخلاف الوارد عن الأئمة دون استناد يرجح وجوب الأخذ بقول التابعي، فهم يمرون على هذا الخلاف مروراً عاماً بلا تحقيق. ثم إن كان ما ورد عن الصحابة والتابعين مأثوراً يجب الأخذ بـه على اصطلاحهم فما العمل فيما ورد عنهم من خلاف محقق في التفسير؟ وكيف يقال: يجب الأخذ به؟.

#### من نتائج عدم دقة المصطلح
ومن نتائج عدم دقة هذا المصطلح نشأ خطأ آخر، وهو جعل التفسير بالرأي مقابلاً للتفسير بالمأثور وهو الأنواع الأربعة السابقة حتى صار في هذه المسألة خلط وتخبط، وبنيت على هذا التقسيم معلومات غير صحيحة، ومنها:
1. أن بعضهم يقررون في تفسير الصحابة والتابعين أنهم اجتهدوا وقالوا فيـه برأيهم، ثم يجـعلون ما قالـوه بهذا الرأي من قبيل المأثور ناسـين ما مـرروه من قول بأنهم قالوا بالرأي.فيجعل قولهم مأثوراً وقول من بعدهم رأياً، فكيف هذا؟ وإذا كان الصحابة قالوا في التفسير برأيهم فلا معنى لتفضيلهم على غيرهم ممن بعدهم في هذه المسألة، وهذا لا يعني مساواة من بعدهم بهم.
2. كما تجد أن كتب التفسير تُقسّم إلى كتب التفسير بالمأثور وكتب التفسير بالرأي، وعلى سبيل المثال يجعلون تفسير ابن جرير من قبيل التفسير بالمأثور، ولو أردت تطبيق مصطلح التفسير بالمأثور، فإنك ستجد اختيارات ابن جرير وترجماته، فهل هذه من قبيل الرأي أم من قبيل المأثور؟ فإن كان الأول فكيف يحكم عليه بأنه مأثـور؟!. وإن كان الثاني فإنه غير منطبق لوجود اجتهادات ابن جرير، وفرق بين أن نقول: فيه تفسير بالمأثور، أو نقول هو تفسير بالمأثور.
3. وقد فهم بعض العلماء أن من فسر بالأثر فإنه لا اجتهاد ولا رأي له بل هو مجرد ناقل، لا عمل له غير النقل، ويظهر أن هذا مبني على ما سبق من أن التفسير بالمأثور الذي يشمل الأربعة السابقة يقابله التفسير بالرأي.

ومن ذلك ما قاله الشيخ الطاهر بن عاشور: «أما الذين جمدوا على القول بأن تفسير القرآن يجب ألا يعدو ما هو مأثور، فهم رموا هذه الكلمة على عواهـنهــا، ولم يوضحوا مرادهم من المأثور عمن يؤثر...».
ثم قال: "وقد التزم الطـبري في تفسـيره أن يقتصر على ما هو مروي عن الصحابة والتابعين لكنه لا يلبث في كل آية أن يتخطى ذلك إلى اختياره منها، وترجيح بعضها على بعض بشواهد من كلام العرب، وحسبه بذلك تجاوزاً لما حدده من الاقتصار على التفسـير بالمأثور.
وذلك طريق ليس بنهج، وقد سبقه إليه بقي بن مخلد، ولم نقف على تفسيره، وشاكل الطبري فيه معاصروه، مثل ابن أبي حاتم وابن مردويه والحاكم، فلله درّ الذين لم يحبسوا أنفسهم في تفسير القرآن على ما هو مأثور، مثل الفراء وأبي عبيدة من الأولين ، والزجاج والرماني ممن بعدهم ، ثم من سلكوا طريقهم، مثل الزمخشري وابن عطية".
وهذه وقفات ناقدة لهذا الكلام:
1. لم يصرح الطاهر بن عاشور بأولئك الذين جمدوا على القول بأن تفسير القرآن يجب ألا يعدو ما هـو مأثور، وفي ظني أن هذا لم يُقَل بـه ولكنه تأوّلٌ لكلام من يرى وجوب الأخذ بما أثر عن السلف.
2. لم يورد الشيخ دليلاً من كلام الطبري يدلّ على التزامه بما روي عن الصحابة والتابعين فقط، ولم يرد عن الطبري أنه يقتصر عليهم ولا يتعدى ذلك إلى الترجيح.
3. أنه جعل منهج الطبري كمنهج ابن أبي حاتم وابن مردويه والحاكم، وشتان بين منهج الطبري الناقد المعتمد على روايات السلف ومنهج هؤلاء الذين اعتمدوا النقل فقط دون التعقيب والتعليق، وهذا المنهج الذي سلكوه لا يُعاب عليهم؛ لأنهم لم يشترطوا التعليق على الآيات والتعقيب على المرويات، بل كانوا يوردون ما وصلهم من تفاسير السلف، وهم بهذا لا يُعدون مفسرين، بل هم ناقلو تفسير.

ومن هنا ترى أن الشيخ بن عاشور يرى أن من التزم بالمأثور فإنه لا يكون له رأي كالطبري. وأنّ من لم يلتزم بالمأثور فلله دره! كما قال.
وقد سبق أن ذكرت لك أن الصحابة والتابعين ومن بعدهم اعتمدوا التفسير بالرأي وقالوا به، وإن من الأخطاء التي وقعت مقابلة أقوالهم التي هي من قبيل الرأي بأقوال أبـي عبـيدة والفراء وغيرهم، بل الأعجب من ذلك أن تفاسيرهم اللغوية تجعل مــن الـمـأثور وتقابل بتفاسير أبي عبيدة والفراء والزجاج اللغوية، وتجعل هذه لغوية.

### كيف نعرِّف ونفهم مصطلح «التفسير بالمأثور»
عد هذا العرض وتجلية مصطلح التفسير بالمأثور المعتمد في كتب بعض المعاصرين يتجه سؤال، وهو: هل يوجد تفسير يسمى مأثوراً؟. والجواب عن هذا نعم، ولكن لا يرتبط بحكم من حيث وجوب الاتباع وعدمه، بل له حكم غير هذا. فالمأثور هو ما أثر عن رسول وعن صحابته وعن التابعين وعن تابعيهم ممن عُرفوا بالتفسير، وكانت لهم آراء مستقلة مبنية على اجتهادهم. وعلى هذا درج من ألف في التفسير المأثور؛ كبقي بن مخلد، وابن أبي حاتم والحاكم.. وغيرهم.
وقد حاول السيوطي جمع المأثور في كتابه (الدر المنثور في التفسير بالمأثور) وذكر الروايات الــواردة عــن الرسول وصحابته وتابعيهم وتابعي تابعيهم ومن بعدهم. وهذا لا يبنى عليه حكم من حيث القبول والرد، ولكن يقال: إن هذه الطرق هي أحسن طرق التفسير، وإن من شروط المفسر معرفة هذه الطرق.
أما ما يجب اتباعه والأخذ به في التفسير فيمكن تقسيمه إلى أربعة أنواع:
1. ما صح من تفسير النبي ﷺ.
2. ما صح مما روي عن الصحابة مما له حكم المرفوع كأسباب النزول والغيبيات.
3. ما أجمع عليه الصحابة أو التابعون؛ لأن إجماعهم حجة يجب الأخذ به.
4. ما ورد عن الصحابة خصوصاً أو عن التابعين ممن هم في عصر الاحتجاج اللغوي من تفسير لغوي، فإن كان مجمعاً عليه فلا إشكال في قبوله وحجيته.

وإن ورد عن واحد منهم ولم يعرف له مخالف فهو مقبول كما قال الزركشي: (ينظر في تفسير الصحابي فإن فسره من حيث اللغة فهم أهل اللسان، فلا شك في اعتمادهم).
وإن اختلفوا في معنى لفظة لاحتمالها أكثر من معنى، فهذا يعمد فيه إلى المرجحات. أما ما رووه عن التابعي فهو أقل في الرتبة مما رووه عن الصحابي، ومع ذلك فإنه يعتمد ويقدم على غيره.

## أحسن طرق التفسير
أحسن الطرق في التفسير كما قال الإمام الحافظ ابن كثير: «أن يفسر القرآن بالقرآن فما أُجْمِلَ في مكان فانه قد بسط في موضع آخر، فان أعياك ذلك فعليك بالسنة فانها شارحة للقرآن وموضحة له»، بل قد قال الإمام أبو عبد الله محمد بن إدريس الشافعي «كل ما حكم به رسول الله ﷺ فهو مما فهمه من القرآن». والغرض أنك تطلب تفسير القرآن منه فان لم تجده فمن السنة، وحين لا نجد التفسير في القرآن ولا في السنة رجعنا في ذلك إلى أقوال الصحابة فإنهم أدرى بذلك لِِماَ شاهدوا من القرائن والأحوال التي اختصوا بها، ولما لهم من الفهم التام والعلم الصحيح والعمل الصالح لا سيما علماءهم وكبراءهم كالأئمة الأربعة الخلفاء الراشدين، والأئمة المهتدين المهديين، وعبد الله بن مسعود . ومنهم عبد الله بن عباس ابن عم رسول الله - ﷺ - وترجمان القرآن ببركة دعاء رسول الله ﷺ، حيث قال:«اللهم فقهه في الدين وعلمه التأويل». ثم إذا لم تجد التفسير في القرآن ولا في السنة ولا وجدته عن الصحابة، فقد رجع كثير من الأئمة في ذلك إلى أقوال التابعين كمجاهد بن جبر فانه كان آية في التفسير، ولهذا كان سفيان الثوري يقول: إذا جاءك التفسير عن مجاهد فحسبك به، وكسعيد ابن جبير وعكرمة البربري مولى ابن عباس وعطاء بن أبي رباح والحسن البصري ومسروق بن الأجدع وسعيد بن المسيب وأبي العالية والربيع بن أنس وقتادة والضحاك بن مزاحم وغيرهم من التابعين وتابعيهم ومن بعدهم.

## أسباب الضعف في التفسير بالمأثور
بالرغم مما تحفل به كتب التفسير من المأثور يوجد هناك تناقضاً واضحاً مع أقوالهم فيه، فابن كثير يقول: (إن أكثر التفسير المأثور قد سرى إلى الرواة من زنادقة اليهود والفرس ومسلمة أهل الكتاب)، ويذكر السيوطي قول الزركشي في البرهان في علوم القرآن أن النقل عن النبي ﷺ في التفسير (يجب الحذر من الضعيف منه الموضوع فإنه كثير). ولهذا قال الإمام أحمد: (ثلاثة كتب ليس لها أصول: المغازي والملاحم والتفسير)، ويقول: (الذي صح من ذلك قليل جداً، بل أصل المرفوع منه في غاية القلة). ويُلاحظ على هذه التفاسير كثرة ورود أقوال مختلفة وربما متضاربة منسوية إلى نفس القائل، إضافة إلى التعارض مع أقوال الآخرين. وقد لاحظ أحد المستشرقين جولد تسيهر تماثل ذلك التضارب مع ما حدث من شُرّاح التوراة. وربما يعود ذلك بالأساس إلى افتقاد وثوقية السند، كما أن المرجع الأساسي كان ابن عباس المُلقَّب بترجمان القرآن، بينما لم يُراع أنه كان في سن العاشرة عند وفاة الرسول ﷺ، إضافة إلى أثر الإملاءات السياسية من السلطة الحاكمة. وقد تسرب الخلل إلى التفسير بالمأثور لا سيما ما كان عن الصحابة والتابعين إلى حد كاد يفقد الثقة به لولا جهود العلماء، حتي قال الإمام الشافعي: «لم يثبت عن ابن عباس في التفسير إلا شبيه بمائة حديث». وأسباب الضعف في التفسير بالمأثور يمكن تلخيصها فيما يلي:

### دخولالإسرائيليات
والمراد بها اللون اليهودي واللون النصراني في التفسير وما تأثر به التفسير من الثقافتين اليهودية والنصرانية. ومبدأ دخولها في التفسير يرجع لعهد الصحابة، غير أن الصحابة وإن تَشَوَّقوا لمعرفة التفاصيل لم يسألوا أهل الكتاب عن كل شيء ولم يقبلوا منهم كل شيء، مع توقفهم فيما يُلْقَى إليهم ما دام يحتمل الصدق والكذب، امتثالاً لقول الرسول ﷺ:«لا تصدِّقوا أهل الكتاب ولا تكذبوهم وقولوا آمنا بالله». فلم يسألوهم عن شيء يتَّصل بالعقيدة ولم يعدلوا عما ثبت عن النبي ﷺ. كذلك لم يصدقوا اليهود فيما يخالف الشريعة. وهكذا لم يخرج الصحابة عن دائرة الجواز التي حددها لهم الرسول في قوله:«بلغوا عني ولو آية وحدِّثوا عن بني إسرائيل ولا حرج ومن كذب علي متعمداً فليتبوأ مقعده من النار». كما أنهم لم يخالفوا قول الرسول. أباح الأول أن يحدثوا عما وقع لبني إسرائيل من الأعاجيب للعبرة والعظة بشرط أن يعلموا أنه ليس مكذوباً، والثاني يُراد منه التوقّف فيما يحدّث به أهل الكتاب مما يكون محتملاً للصدق والكذب، أما ما خالف الشرع فيجوز تكذيبه. أما التابعون: فقد توسَّعوا في الأخذ عن أهل الكتاب وكثرت في عهدهم الروايات الإسرائيلية لكثرة مَن دخل منهم في الإسلام، فظهرت في هذا العهد جماعة حشوا التفسير بكثير من القصص المتناقضة كمقاتل بن سليمان (ت 150 هـ). وهكذا تزايد أمر الإسرائيليات حتى كان جماعة بعد عصر التابعين لا يردّون قولاً، ثم في عصر التدوين وُجد من المفسرين مَن حشوا كتبهم بهذه القصص الإسرائيلية.

### حذف الأسانيد وكثرة الوضع في التفسير
السبب الثاني لضعف التفسير بالمأثور هو حذف الإسناد: منذ ظهر الوضع في عصر الصحابة صاروا يسألون عن الإسناد، فكان ما يروونه من التفسير المأثور عن النبي أو الصحابة لا يروونه إلا بإسناد، ثم جاء بعد عصر التابعين من جمع التفسير، فدوّن التفسير بإسناده كتفسير سفيان بن عيينة (ت 198 هـ)، ووكيع بن الجراح (ت 197 هـ)، ثم جاء بعد هؤلاء أقوام ألفوا في التفسير فاختصروا الأسانيد وأهملوا عزو الأقوال لقائليها، ولم يَتَحَرّوا الصحة، فالتبس الصحيح بالعليل، ثم صار كل من يسنح له قول يورده وينقل ذلك من بعده ظاناً أن له أصلاً، ولعل هذا أخطر الأسباب جميعاً، لأن حذف الأسانيد جعل من ينظر في هذه الكتب يظن صحة كل ما جاء فيها.

### الوضع في التفسير

#### نشأة الوضع في التفسير
نشأ الوضع في التفسير مع نشأته في الحديث، لأنهما كانا أول الأمر مزيجاً لا يستقل أحدهما عن الآخر، فكما أن في الحديث: الصحيح والحسن والضعيف، وفي رواته مَنْ هو موثوق به، ومَنْ هو مشكوك فيه، ومَنْ عُرِف بالوضع، فمثل ذلك فيما رُوِىَ من التفسير، ومَنْ روَى من المفسِّرين. وكان مبدأ ظهور الوضع في سنة إحدى وأربعين من الهجرة، حين اختلف المسلمون سياسياً، وتفرَّقوا إلى شيعة وخوارج وجمهور، ووُجِدَ من أهل البدع والأهواء مَنْ روَّجوا لبدعهم، وتعصبَّوا لأهوائهم، ودخل في الإسلام مَن تبطن الكفر والتحف الإسلام بقصد الكيد له، وتضليل أهله، فوضعوا ما وضعوا من روايات باطلة، ليصلوا بها إلى أغراضهم السيئة، ورغباتهم الخبيثة.

#### أسبابه
ويرجع الوضع في التفسير إلى أسباب متعددة: منها التعصب المذهبي، فإنَّ ما جَدَّ من افتراق الأُمة إلى يعة تطرَّفوا في حب علىّ، وخوارج انصرفوا عنه وناصبوه العداء، وجمهور المسلمين الذين وقفوا بجانب هاتين الطائفتين بدون أن يمسهم شيء من ابتداع التشيع أو الخروج، جعل كل طائفة من هذه الطوائف تحاول بكل جهودها أن تؤيد مذهبها بشئ من القرآن، فنسب الشيعة إلى النبى صلى الله عليه وسلم، وإلى علىّ وغيره من أهل البيت أقوالاً كثيرة من التفسير تشهد لمذهبهم. كما وضع الحوارج كثيراً من التفسير الذي يشهد لمذهبهم، ونسبوه إلى النبى ﷺ أو إلى أحد أصحابه، وكان قصد كل فريق من نسبة هذه الموضوعات إلى النبى ﷺ أو إلى أحد أصحابه، الترويج للمروى، والإمعان في التدليس، فإن نسبة المروى إلى الرسول صلى الله عليه وسلم أو إلى أحد الصحابة، تورث المروى ثقة وقبولاً. لا يوجد شئ منهما عندما يُنسب المروى لغير النبى ﷺ أو لغير صحابى.
كذلك نجد اللون السياسى في هذا العصر يترك له أثراً بَيِّناً في وضع التفسير، ويُلاحَظ أن المروى عن علىّ وابن عباس رضى الله عنهما قد جاوز حد الكثرة، مما يجعلنا نميل إلى القول بأنه قد وُضع عليهما في التفسير أكثر مما وُضِع على غيرهما، والسبب في ذلك أنَّ علياً وابن عباس رضى الله عنهما من بيت النبوة، فالوضع عليهما يُكسب الموضوع ثقة وقبولاً، وتقديساً ورواجاً، مما لا يكون لشئ مما يُنسب إلى غيرهما. وفوق هذا فقد كان لعلىّ من الشيعة ما ليس لغيره، فنسبوا إليه من القول في التفسير ما يظنون أنه يُعلى من قدره، ويرفع من شأنه. وابن عباس كان من نسله الخلفاء العباسيون، فوُجِد من الناس مَنْ تزَّلف إليهم، وتقرَّب بكثرة ما يرويه لهم عن جدهم ابن عباس، مما يدل على أن اللون السياسى كان له أثر ظاهر في وضع التفسير.
كذلك نجد من أسباب الوضع في التفسير ما قصده أعداء الإسلام الذين اندَّسوا بين أبنائه متظاهرين بالإسلام، من الكيد له ولأهله، فعمدوا إلى الدس والوضع في التفسير بعد أن عجزوا عن أن ينالوا من هذا الدين عن طريق الحرب والقوة، أو عن طريق البرهان والحُجَّة.

#### أثر الوضع في التفسير
وكان من وراء هذه الكثرة التي دخلت في التفسير ودُسَّت عليه، أن ضاع كثير من هذا التراث العظيم إلى خلَّفه لنا أعلام المفسِّرين من السَلَف، لأن ما أحاط به من شكوك، أفقدنا الثقة به، وجعلنا نرد كل رواية تطرَّق إليها شئ من الضعف، وربما كانت صحيحة في ذاتها.
كما أن اختلاط الصحيح من هذه الروايات بالسقيم منها، جعل بعض مَنْ ينظر فيها وليس عنده القدرة على التمييز بين الصحيح والعليل، ينظر إلى جميع ما رُوِىَ بعين واحدة، فيحكم على الجميع بالصحة، وربما وَجَد من ذلك روايتين متناقضتين عن مفسِّر واحد فيتهمه بالتناقض في قوله، ويتهم المسلمين بقبول هذه الروايات المتناقضة المتضاربة.
يقول الأستاذ «جولدزيهر» في كتابه «المذاهب الإسلامية في تفسير القرآن» (78 - 82) - ما نصه: «وإنما لمما يلفت النظر في هذا المحيط، هذه الظاهرة الغريبة، وهي أن التعاليم بالمنسوبة إلى ابن عباس تحمل طابع التصديق بشكل متساو، وهي في نفسها تظهر في تضاد شديد بينها وبين بعضها، مما لا يقبل التوسط أو التوفيق».
ثم يسوق بعد ذلك مثالاً لهذا التضاد، فيذكر ما قام حول تعيين الذبيح من خلاف أسنده مثيروه إلى أقوال مأثورة عن السلَفَ، ويذكر في ضمن كلامه: «أن كل فريق يعتمد في رأيه على إٍسناد متصل بابن عباس يدعم به رأيه، فالإسحاقيون عن عكرمة، والإسماعيليون عن الشعبى أو مجاهد، كل أُولئك سمعوا ذلك عن ابن عباس، وكل ادَّعى بأن هذا هو رأيه في هذه المسألة..»
ثم يقول بعد كلام ساقه في هذا الموضوع: «ويمكن أن يُرى من ذلك إلى أي حد يكون مقدار صحة الرأى المستند إلى ابن عباس، وإلى أي حد يمكن الاعتراف به. وما نعتبره بالنسبة له وللآراء المأثورة عنه، يمكن أن يُعتبر إلى أقصى حد بالنسبة للتفسير المأثور، فالأقوال المتناقضة يمكن أن ترجع دائماً إلى قائل واحد، معتمدة في الوقت نفسه على أسانيد مرضية موثوق بها...»
ثم يقول بعد كلام ساقه عن الإسناد وما قع فيه من اللعب والخداع: «ومن الملاحظات التي أبديناها، يمكن أن نخلص بهذه النتيجة: وهي أنه لا يوجد بالنسبة لتفسير مأثور للقرآن ما نستطيع أن نسميه وحده تامة أو كياناً قائماً، فإنه قد تُروى عن الصحابة في تفسير الموضوع الواحد آراء متخالفة وفي أغلب الأحيان يناقض بعضها بعضاً من جهة، ومن جهة أخرى فقد تُنسب للصحابى الواحد في معنى الكلمة الواحدة أو الجملة كلها آراء مختلفة، وبناء على ذلك، يُعتبر التفسير الذي يخالف بعضه بعضاً، والمناقض بعضه بعضاً، مساوياً للتفسير بالعلم».
هذا ما حكم به الأستاذ «جولدزيهر» على التفسير بالمأثور في كتابه، وكل ما قاله في هذا الموضوع لا يعدو أن يكون محاولات فاشلة يريد من ورائها أن يُظهر أن ابن عباس خاصة، ومن تكلم في التفسير من الصحابة عامة، بمظهر الشخص الذي يناقض نفسه في الكلمة الواحدة أو الموضوع الواحد. كما يرمى من وراء ذلك أن يصرف نظر المسلمين عن هذه الثروة الضخمة التي خلَّفها لهم السَلَف الصالح في التفسير، زعماً أن هذا التناقض الموجود بين الروايات، نتيجة لاختلاف وجهات النظر من شخص واحد أو أشخاص، وتفسير هذا شأنه نحن في حِلٍّ من التزامه، لأنهم قالوا بعقولهم، ونحن مشتركون معهم في هذا القَدْر.
ونحن لا ننكر أن هناك اختلافاً بين السَلَف في التفسير، كما لا ننكر أنَّ هناك اختلافاً بين قولين أو أقوال لشخص واحد منهم، ولكن هذا الاختلاف قلنا عنه فيما سبق مفصَّلاً: إن معظمه يرجع إلى اختلاف عبارة وتنوع، لا اختلاف تناقض وتضاد، فما كان من هذا القبيل، فالجمع بينه سهل ميسور، وما لم يمكن فيه الجمع، فالمتأخر من القولين عن الشخص الواحد مقدَّم إن استويا في الصحة عنه، وإلا فالصحيح المقدَّم.
أما إذا تعارضت أقوال جماعة من الصحابة وتعذَّر الجمع أو الترجيح، فيُقدَّم ابن عباس على غيره، لأن النبى ﷺ بشَّره بذلك حيث قال: «اللَّهم علِّمه التأويل» وقد رجح الشافعى قول زيد في الفرائض لحديث: «أفرضكم زيد».
وأما ما ساقه على سبيل المثال من اختلاف الرواية عن ابن عباس في تعيين الذبيح، فقد رجعت إلى ابن جرير في تفسيره، فوجدته قد ذكر عن ابن عباس هاتين الروايتين المختلفتين، وساق كل رواية منها بأسانيد تتصل إلى ابن عباس، بعضها يرفعه إلى الرسول صلى الله عليه وسلم، وبعهضا موقوف عليه.
وابن جرير - كما نعلم - لم يلتزم الصحة في كل ما يرويه، ولو أننا عرضنا هاتين الروايتين على قواعد المحدَثين في نقد الرواية والترجيح، لتبين لنا بكل وضوح وجلاء، أن الرواية القائلة بأن الذبيح هو إسماعيل، أصح من غيرها وأرجح مما يخالفها، لأنها مؤيَّّدة بأدلة كثيرة يطول ذكرها، وأيضاً فإن الرواية التي يذكرها ابن جرير عن ابن عباس مرفوعة إلى رسول الله ﷺ ومفيدة أن الذبيح هو إسحاق، في سندها الحسن بن دينار عن علىّ بن زيد، والحسن بن دينار متروك، وعلىّ بن زيد منكر الحديث، كما ذكره الحافظ ابن كثير في تفسيره.
أما باقى الروايات الموقوفة على ابن عباس، والتي تفيد أن الذبيح هو إسحاق، فهي - وإن كانت صحيحة الأسانيد - محمولة على أن ما تضمنته من أن الذبيح هو إسحاق، كان رأى ابن عباس في أول الأمر، لأنه سمع ذلك من بعض الصحابة الذين كانوا يحدِّثون في مثل هذا بما سمعوه من كعب وغيره من مسلمى اليهود، ثم علم بعد: أن ذلك قول اليهود فرجع عنه وصرَّح بنقيضه، كا قال ابن جرير: «حدَّثنى يونس، أخبرنا ابن وهب، أخبرنى عمر بن قيس، عن عطاء بن أبى رباح، عن عبد الله بن عباس أنه قال: المفدَّى إسماعيل، وزعمت اليهود أنه إسحاق وكذبت اليهود»، وهذا الأثر صحيح عن ابن عباس، إسناده على شرط الصحيح، وهو كما ترى صريح في تكذيب اليهود فيما زعموه، وهو يقضى على كل أثر بخلافه، وبهذا الطريق تنتظم الآثار الواردة عن ابن عباس في هذا الباب. قال ابن كثير في تفسيره (جـ 4 ص 17) بعد ما ساق الروايات في أن الذبيح هو إسحاق: «وهذه الأقوال - والله أعلم - كلها مأخوذة عن كعب الأحبار، فإنه لما أسلم في الدولة العمرية جعل يُحدِّث عمر رضى الله عنه عن كتبه قديماً، فربما استمع له عمر رضى الله عنه، فترخَّص الناس في استماع ما عنده، ونقلوا ما عنده عنه، غثها وسمينها، وليس لهذه الأُمَّة - والله أعلم - حاجة إلى حرف واحد مما عنده».
وأما ما رمى إليه من جعل التفسير المأثور مساوياً للتفسير بالعلم، وادعاؤه أنه لا يوجد له وحدة تامة أو كيان قائم، فهذا شطط منه في الرأى، ولا يكاد يسلم له هذا المدَّعى، لأن المأثور الذي صح عن النبى ﷺ له مكانته وقيمته، ﴿إِنْ هُوَ إِلَّا وَحْيٌ يُوحَى ۝٤﴾ [النجم:4] وأما ما صح عن الصحابة فغالبه مما تلقوه عن الرسول صلى الله عليه وسلم، وقليل منه قالوه عن نظر منهم واجتهاد وحتى هذا القليل - عند مَنْ لا يرى أن له حكم المرفوع - له أيضاً قيمته ومكانته، ولا يجوز العدول عنه إذا صح إلى غيره، لأنهم أدرى بذلك، لما شاهدوه من القرائن والأحوال التي اختُصوا بها، ولما لهم من الفهم التام والعلم الصحيح.
وبعد.. فهل يعُدَ التفسير المأثور مساوياً للتفسير بالعلم؟ اللَّهم إن هذا لا يقوله منصف.

#### قيمة التفسير الموضوع
ثم إن هذا التفسير الموضوع، لو نظرنا إليه من ناحيته الذاتية بصرف النظر عن ناحيته الإسنادية، لوجدنا أنه لا يخلو من قيمته العلمية، لأنه مهما كثر الوضع في التفسير فإن الوضع ينصب على الرواية نفسها، أما التفسير في حد ذاته فليس دائماً أمراً خيالياً بعيداً عن الآية، وإنما هو - في كثير من الأحيان - نتيجة اجتهاد علمي له قيمته، فمثلاً مَنْ يضع في التفسير شيئاً وينسبه إلى علىّ أو إلى ابن عباس، لا يضعه على أنه مجرد قول يلقيه على عواهنه، وإنما هو رأى له، واجتهاد منه في تفسير الآية، بناه على تفكيره الشخصي، وكثيراً ما يكون صحيحاً، غاية الأمر أنه أراد لرأيه رواجاً وقبولاً، فنسبه إلى مَنْ نُسِب إليه من الصحابة. ثم إن هذا التفسير المنسوب إلى علىّ أو ابن عباس لم يفقد شيئاً من قيمته العلمية غالباً، وإنما الشئ الذي لا قيمة له فيه هو نسبته إلى علىّ أو ابن عباس. فالموضوع من التفسير - والحق يقال - لم يكن مجرد خيال أو وهم خُلِق خلقاً، بل له أساس ما، يهم الناظر في التفسير درسه وبحثه، وله قيمته الذاتية وإن لم يكن له قيمته الإسنادية.

## أشهر كتب التفسير المأثور
أهم المصنفات في التفسير بالمأثور:

تفسير السيوطي (الدر المنثور في التفسير بالمأثور) أودع فيه الإمام السيوطي ما أخرجه الأئمة المتقدمون مما جمعوا في التفسير من أحاديث الرسول، وآثار الصحابة والتابعين.

- جامع البيان في تفسير القرآن/ الطبري (ت 310 هـ).
- بحر العلوم/ أبو الليث السمرقندي (ت 375 هـ).
- الكشف والبيان/ أبو إسحاق الثعلبي (ت 427 هـ).
- النكت والعيون/ أبو الحسن الماوردي (ت 450 هـ).
- معالم التنزيل/ البغوي (ت 516 هـ).
- المحرر الوجيز في تفسير الكتاب العزيز/ ابن عطية الأندلسي (ت 546 هـ).
- لباب التأويل في معاني التنزيل/ علاء الدين الخازن (ت 741 هـ).
- تفسير القرآن العظيم/ ابن كثير (ت 774 هـ).
- الجواهر الحسان في تفسير القرآن/ عبد الرحمن الثعالبي (ت 875 هـ).
- الدر المنثور في التفسير بالمأثور/ جلال الدين السيوطي (ت 911 هـ).
- موسوعة التفسير المأثور/ مجموعة من المؤلفين (جمعت هذه الموسوعة ما ذكره السيوطي في الدر المنثور واستخرجوا الزوائد عليه وقاموا بجمعها)

## كتب للتفسير المأثور
- تفسير السعدي.
- موسوعة التفسير المأثور.